# Helicopsyche kalaom
Helicopsyche kalaom är en nattsländeart som beskrevs av Lazar Botosaneanu 1996. Helicopsyche kalaom ingår i släktet Helicopsyche och familjen Helicopsychidae. Inga underarter finns listade i Catalogue of Life.